# Paul Dini
Paul Dini (New York, 7 agosto 1957) è uno sceneggiatore, produttore televisivo e fumettista statunitense, di origini italiane, noto soprattutto come sceneggiatore di serie Warner Bros./DC Comics come Animaniacs, Batman, Freakazoid, Krypto the Superdog e Batman of the Future, in collaborazione con Bruce Timm.
Tra i suoi lavori più importanti figurano Star Wars: Ewoks, Star Wars: The Clone Wars, I favolosi Tiny, Batman: la serie, Le avventure di Superman, Batman of the Future, Krypto the Superdog, Animaniacs, Freakazoid e Justice League Unlimited. Dopo aver lasciato la Warner Bros. nel 2004, Dini entrò nel gruppo di sceneggiatura della serie della ABC Lost (di cui ha scritto l'episodio La falena).

## Biografia
Paul Dini nasce a New York il 7 agosto 1957. Ha frequentato la Stevenson School in California, per poi studiare a Boston.
Durante il college, inizia, come freelance, a scrivere copioni per i cartoni animati della Filmation e altri studi di produzione. Nel 1984, viene assunto da George Lucas, che gli affida diversi progetti correlati alla saga fantascientifica di Guerre stellari, tra cui le serie animate Ewoks e Droids Adventures.
Gli episodi dello show He-Man and the Masters of the Universe scritti da Dini sono considerati dai fan i migliori della serie, nonostante lo sceneggiatore abbia confermato di detestare il concetto che sta alla base del personaggio.
Nel 1986 scrive alcuni episodi della serie Transformers 2010, per poi venire ingaggiato nel 1989 dalla Warner Bros. Animation per lavorare alla serie animata I favolosi Tiny. Dopo una breve esperienza sullo show, si sposta su serie dedicate a un pubblico adulto come Animaniacs e Batman, dove svolge il ruolo di scrittore, produttore e montatore. La serie ottiene ottime recensioni dai critici e dai fan. Dopo la fine della serie, Dini si sposta su Batman - Cavaliere della notte e Batman of the Future (serie di cui scrive lo spin-off cinematografico), per poi continuare a lavorare per la Warner fino al 2004, anno durante il quale cura la serie Krypto the Superdog. Assieme a Bruce Timm ha creato anche la serie animata Freakazoid.
Dini ha scritto diverse serie fumettistiche per la DC Comics, inclusa l'acclamata serie di graphic novel, illustrata da Alex Ross. Altri lavori la DV includono lavori sui personaggi di sua creazione, come Harley Quinn, o altri, come Superman, Batman, Captain Marvel e Zatanna.
Tra le creazioni più famose di Dini figurano Jingle Belle, la ribelle figlia adolescente di Babbo Natale, e, in collaborazione con Bruce Timm, il personaggio di Harley Quinn, che diventerà uno dei cattivi più famosi dell'universo di Batman.
Nel 2001 Dini fece un'apparizione nel film di Kevin Smith Jay & Silent Bob... Fermate Hollywood!. Nel 2006, Dini divenne lo scrittore della serie Detective Comics. Nello stesso anno ha annunciato di star lavorando a una graphic novel su Zatanna e Black Canary. Nel 2007, collaborò nuovamente con la DC, scrivendo parte del crossover Countdown to Final Crisis. Dini sta attualmente completando la stesura della sceneggiatura del film Gatchaman. Attualmente sta scrivendo la serie Streets of Gotham e diversi numeri di Gotham City Sirens. Nel 2009 figura come il principale sceneggiatore del videogioco Batman: Arkham Asylum, e nel 2011 del suo seguito Batman: Arkham City.
Paul Dini vive a Los Angeles, in California. Insieme alla moglie, la prestigiatrice Misty Lee, ha creato una rubrica intitolata Monkey Talk e attualmente ospitata sul sito web di Kevin Smith.

## Riconoscimenti
Dini ha vinto cinque Emmy Awards e tre Annie Awards per le serie I favolosi Tiny, Batman e Batman of the Future, l'Eisner Award e l'Harvey Award nel 1994 per Mad Love e Batman Adventures Holiday Special nel 1995, e l'Harvey Award per Batman: War on Crime nel 2000. Ha vinto inoltre due Writer's Guild Awards nel 2000 e nel 2006, quest'ultimo per il lavoro svolto nella serie televisiva Lost.